# RGS13
RGS13 (англ. Regulator of G protein signaling 13) – білок, який кодується однойменним геном, розташованим у людей на короткому плечі 1-ї хромосоми.  Довжина поліпептидного ланцюга білка становить 159 амінокислот, а молекулярна маса — 19 135.
| 10         |  | 20         |  | 30         |  | 40         |  | 50         |
| ---------- |  | ---------- |  | ---------- |  | ---------- |  | ---------- |
| MSRRNCWICK |  | MCRDESKRPP |  | SNLTLEEVLQ |  | WAQSFENLMA |  | TKYGPVVYAA |
| YLKMEHSDEN |  | IQFWMACETY |  | KKIASRWSRI |  | SRAKKLYKIY |  | IQPQSPREIN |
| IDSSTRETII |  | RNIQEPTETC |  | FEEAQKIVYM |  | HMERDSYPRF |  | LKSEMYQKLL |
| KTMQSNNSF  |  |            |  |            |  |            |  |            |

A: Аланін

C: Цистеїн

D: Аспарагінова кислота

E: Глутамінова кислота

F: Фенілаланін

G: Гліцин

H: Гістидин

I: Ізолейцин

K: Лізин

L: Лейцин

M: Метіонін

N: Аспарагін

P: Пролін

Q: Глутамін

R: Аргінін

S: Серин

T: Треонін

V: Валін

W: Триптофан

Кодований геном білок за функцією належить до інгібіторів трансдукції сигналу. 
Задіяний у такому біологічному процесі як поліморфізм. 